# Медвенка
Ме́двенка — посёлок городского типа, административный центр Медвенского района Курской области России. Образует городское поселение посёлок Медвенка.

## География
Посёлок находится на ручье Медвенка (также Медвенский Колодезь) (Правый приток Полной в бассейне Сейма), в 65 км от российско-украинской границы, в 33 км к югу от Курска.
Климат
Медвенка, как и весь район, расположена в поясе умеренно континентального климата с тёплым летом и относительно тёплой зимой (Dfb в классификации Кёппена).
| Показатель                                                                   | Янв. | Фев. | Март | Апр. | Май  | Июнь | Июль | Авг. | Сен. | Окт. | Нояб. | Дек. | Год  |
| ---------------------------------------------------------------------------- | ---- | ---- | ---- | ---- | ---- | ---- | ---- | ---- | ---- | ---- | ----- | ---- | ---- |
| Средний суточный максимум, °C                                                | −4,1 | −3   | 2,9  | 13   | 19,4 | 22,6 | 25,3 | 24,6 | 18,2 | 10,6 | 3,4   | −1,2 | 11,0 |
| Средняя температура, °C                                                      | −6,2 | −5,6 | −0,7 | 8,2  | 14,7 | 18,3 | 20,9 | 20   | 14   | 7,2  | 1,2   | −3,1 | 7,4  |
| Средний суточный минимум, °C                                                 | −8,7 | −8,8 | −4,8 | 2,7  | 9    | 13   | 15,8 | 14,9 | 9,7  | 3,9  | −1,1  | −5,3 | 3,4  |
| Норма осадков, мм                                                            | 51   | 44   | 47   | 49   | 62   | 69   | 73   | 55   | 57   | 57   | 46    | 49   | 659  |
| Источник: Погода по месяцам c ru.climate-data.org(дата обращения: Март 2022) |      |      |      |      |      |      |      |      |      |      |       |      |      |

Часовой пояс
Посёлок Медвенка, как и вся Курская область, находится в часовой зоне МСК (московское время). Смещение применяемого времени относительно UTC составляет +3:00.

## История
Статус посёлка городского типа — с 1974 года.

## Глава Медвенкского района
Виктор Владимирович Катунин

## Население
| 1939  | 1959  | 1979  | 1989  | 2002  | 2008  | 2009  |
| ----- | ----- | ----- | ----- | ----- | ----- | ----- |
| 2150  | ↘1959 | ↗3533 | ↗4446 | ↗4595 | ↗4641 | ↗4682 |
| 2010  | 2012  | 2013  | 2014  | 2015  | 2016  | 2017  |
| ↘4398 | ↘4340 | ↗4356 | ↗4372 | ↘4316 | ↗4346 | ↗4393 |
| 2018  | 2019  | 2020  | 2021  |       |       |       |
| ↘4366 | ↘4299 | ↘4239 | ↗4498 |       |       |       |

Национальный состав
По итогам переписи населения 2020 года проживали следующие национальности (национальности менее 0,1 % и другое, см. в сноске к строке «Другие»):
| Национальность | Численность, чел. | Доля     |
| -------------- | ----------------- | -------- |
| Русские        | 4326              | 96,18 %  |
| Украинцы       | 36                | 0,80 %   |
| Армяне         | 28                | 0,62 %   |
| Гагаузы        | 6                 | 0,13 %   |
| Лезгины        | 5                 | 0,11 %   |
| Грузины        | 5                 | 0,11 %   |
| Другие         | 92                | 2,05 %   |
| Итого          | 4498              | 100,00 % |

## Инфраструктура
Медвенская СОШ. Три детских садика. Музыкальная школа. Спортивная школа. В посёлке 1464 дома.
Культура
В посёлке работает краеведческий музей имени Д. Я. Самоквасова. Действует дом-музей родившегося в селе в 1874 художника Е. М. Чепцова. РДК.
Экономика
Действуют зерноперерабатывающий завод, нефтебаза, типография.
Улицы
В посёлке улицы: 1 Мая, Берёзовая, переулок Ватутина, Гагарина, переулок Газовый, переулок Заводской, Зелёная, Ивана Кожедуба, К. Маркса, Кирова, Колхозная, Комсомольская, Константина Воробьёва, переулок Кооперативный, переулок Кутузова, переулок Ленина, Ленина, М. Горького, Магистральная, Марата, Молодёжная, переулок Нахимова, Парковая, Певнева, Площадь Героев, Полевая, Полевая 2-я, Почтовая, Пролетарская, Промышленная, Промышленная 2-я, переулок Промышленный, Радужная, Садовая, Советская, Совхозная, Солнечная, переулок Суворова, Успенская, переулок Ф. Энгельса, Чепцова, переулок Школьный и Южная.

## Транспорт
Медвенка находится при автодорогe федерального значения М2 «Крым» (часть европейского маршрута E 105), при автодорогах межмуниципального значения: 38Н-185 (М-2 «Крым» — Гахово), 38Н-223 (М-2 «Крым» — Ленинская Искра — Высокое), 38Н-236 (М-2 «Крым» — Полевая), 38Н-237 (М-2 «Крым» — Полный — 38Н-236) и 38Н-251 (М-2 «Крым» — Садовый), в 26 км от ближайшего ж/д остановочного пункта 457 км (линия Льгов I — Курск). Остановка общественного транспорта.
В 91 км от аэропорта имени В. Г. Шухова (недалеко от Белгорода).